# Eclissi solare del 21 ottobre 1949
L'eclissi solare del 21 ottobre 1949 è stato un evento astronomico che ha avuto luogo il suddetto giorno attorno alle ore 21:13 UTC. Tale evento ha avuto luogo nella maggior parte dell'Australasia e in alcune aree circostanti. L'eclissi del 21 ottobre 1949 divenne la seconda eclissi solare nel 1949 e la 115ª nel XX secolo. La precedente eclissi solare si è verificata il 28 aprile 1949, la seguente il 18 marzo 1950.

## Percorso e visibilità
L'eclissi solare parziale era visibile nell'Australia centrale e orientale, nella Melanesia sud orientale, in Nuova Zelanda e in circa due terzi del territorio Antartico vicino all'Oceano Pacifico. Nelle aree in cui era presente il sole di mezzanotte l'eclissi è durata dalla tarda notte del 21 ottobre alla mattina presto del 22 ottobre.

## Eclissi correlate

### Eclissi solari 1946 - 1949
Questa eclissi è un membro di una serie semestrale. Un'eclissi in una serie semestrale di eclissi solari si ripete approssimativamente ogni 177 giorni e 4 ore (un semestre) in nodi alternati dell'orbita della Luna.